# Черчичі
Че́рчичі (староукр. Чєрнъчичи) — село в Україні, в Зимнівській сільській територіальній громаді Володимирського району Волинської області.

## Сучасність
Населення становить 205 осіб. Кількість дворів (квартир) — 56. З них 2 нових (після 1991 р.).
В селі функціонує Миколаївська православна церква. Кількість прихожан — 150 осіб. Працює початкова школа на 50 місць, фельдшерсько-акушерський пункт, АТС на 4 номери, торговельний заклад. Клуб закритий з 1992 р.
В селі доступні такі телеканали: УТ-1, УТ-2, 1+1, Інтер, СТБ, Обласне телебачення. Радіомовлення здійснюють Радіо «Промінь», Радіо «Світязь», Радіо «Луцьк».
Село газифіковане. Дорога з твердим покриттям в незадовільному стані. Наявне постійне транспортне сполучення з районним та обласним центрами.
У серпні 2015 року село увійшло до складу новоствореної Зимнівської сільської громади.

## Географія
Село розташоване на лівому березі річки Луга

## Історія
Село вперше згадується, як Чєрнъчичи у 1523 році.
У 1906 році село Микулицької волості Володимир-Волинського повіту Волинської губернії. Відстань від повітового міста 13 верст, від волості 14. Дворів 39, мешканців 412.
12 червня 2020 року, відповідно до розпорядження Кабінету Міністрів України № 708-р «Про визначення адміністративних центрів та затвердження територій територіальних громад Волинської області», увійшло до складу Зимнівської сільської територіальної громади.
19 липня 2020 року, в результаті адміністративно-територіальної реформи та ліквідації  Володимир-Волинського району(1940—2020), село увійшло до новоутвореного Володимир-Волинського району (від 18 липня 2022 Володимирського).

## Населення
Згідно з переписом УРСР 1989 року чисельність наявного населення села становила 223 особи, з яких 100 чоловіків та 123 жінки.
За переписом населення України 2001 року в селі мешкало 205 осіб.

### Мова
Розподіл населення за рідною мовою за даними перепису 2001 року:
| Мова       | Відсоток |
| ---------- | -------- |
| українська | 98,05 %  |
| російська  | 1,95 %   |